# Ringgaffelnøgle
 Der er for få eller ingen kildehenvisninger i denne artikel, hvilket er et problem. Du kan hjælpe ved at angive troværdige kilder til de påstande, som fremføres i artiklen.

 En ringgaffelnøgle er en fastnøgle, der benyttes til fastspænding af bolte og møtrikker. En ringgaffelnøgle består af et stykke metal, hvor der i den ene ende er udformet en slags fork. Den anden ende er udformet som en cirkel. Inde i cirklen er der udfræsninger, der løber på tværs af længde aksen af ringgaffelnøglen. En ringgaffelnøgle kan fås med skraldefunktion, så nøglen kun drejer møtrikken i én retning. Det vil sige, at man ikke skal have ringgaffelnøglen af og på bolten hele tiden, for at skrue den af eller på.
Ringgaffelnøgler fås i mange størrelser. Dels i metriske mål dels i tommemål.
Som hovedregel er ringen og gaflen lige store, det vil sige at de passer til samme størrelse bolt eller møtrik. Hvis f.eks. der savnes en nøgle, der passer til en bolt der er 15 mm i diameter over boltens hoved, taler man om en "femtenernøgle".
Ringgaffelnøglen kan i nogle tilfælde erstattes af en såkaldt skiftenøgle, der dog er mere upræcis.